# Valle de Santa Ana (kommunhuvudort)
Valle de Santa Ana är en kommunhuvudort i Spanien.   Den ligger i provinsen Provincia de Badajoz och regionen Extremadura, i den sydvästra delen av landet, 400 km sydväst om huvudstaden Madrid. Valle de Santa Ana ligger 503 meter över havet och antalet invånare är 1 200.
Terrängen runt Valle de Santa Ana är kuperad österut, men västerut är den platt. Runt Valle de Santa Ana är det glesbefolkat, med 12 invånare per kvadratkilometer. Närmaste större samhälle är Jerez de los Caballeros, 5,3 km söder om Valle de Santa Ana. 